# اپراتور شبکه سیار

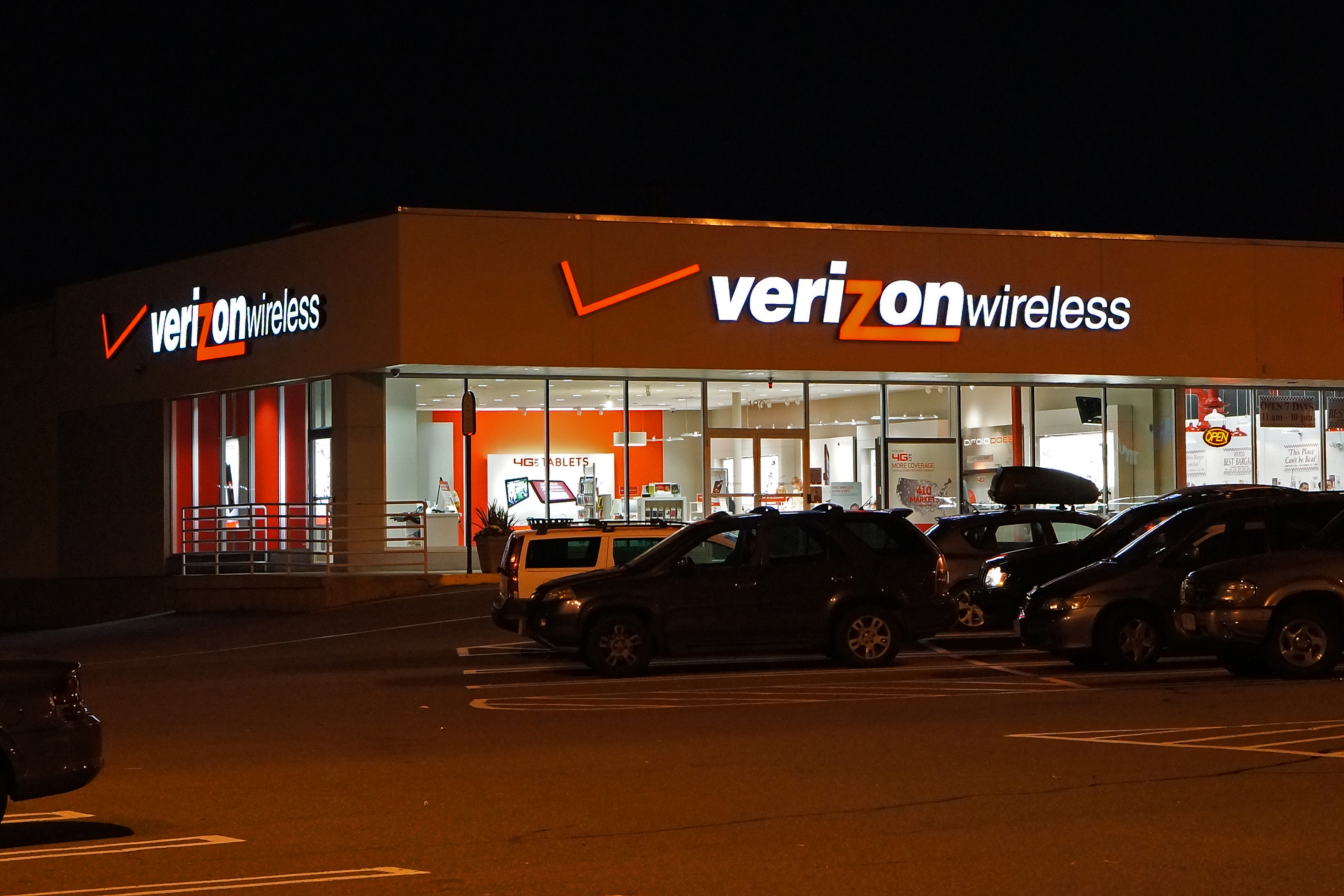
دفتر شرکت وریزون، یک اپراتور شبکه سیار در ماساچوست

اپراتور شبکۀ سیار که به نام‌های رسانندۀ خدمات سیار، جابجاکنندۀ سیار، شرکت سلولی، اپراتور شبکۀ تلفن همراه، یا جابجاکنندۀ شبکۀ تلفن همراه نیز شناخته می‌شود فراهم‌کنندۀ خدمات ارتباطات سیار است که همۀ ویژگی‌های لازم برای فروش یا ارائۀ خدمات به یک کاربر را دارد یا همۀ آن ویژگی‌ها را کنترل می‌کند. این ویژگی‌ها واگذاری طیف رادیویی، زیرساخت شبکۀ سیار، زیرساخت بازگرداننده، محاسبۀ هزینه و صدور قبض، جلب توجه مشتری، سامانه‌های رایانه‌ای تامین‌کنندۀ خدمات، و سازمان‌های بازاریابی و تعمیر (مهندسی) هستند.
به همراه کسب درآمد با ارائۀ خدمات خرده‌فروشی برند خود، یک اپراتور شبکۀ سیار، ممکن است دسترسی به خدمات شبکه را با نرخ عمده‌فروشی به اپراتورهای مجازی شبکۀ تلفن همراه بفروشد.
یکی از ویژگی‌های کلیدی اپراتور شبکۀ سیار، این است که باید از یک سازمان دولتی یا نظارتی، برای دسترسی به یک طیف موج رادیویی، مجوز داشته باشد. دومین ویژگی اصلی اپراتور شبکۀ سیار، این است که باید عناصر لازم زیرساخت شبکه، (که در بالا نام برده شدند) را برای ارائۀ خدمات به مشترکان، با استفاده از طیف رادیویی مجاز داشته باشد.
ویژگی‌های اپراتور شبکۀ سیار، واگذاری طیف رادیویی، زیرساخت شبکۀ سیار، زیرساخت بازگرداننده، محاسبۀ هزینه با صدور قبض، جلب توجه خریدار، سامانه‌های رایانه‌ای تامین‌کنندۀ خدمات، و سازمان‌های بازاریابی و تعمیر (مهندسی) هستند. با این حال، یک اپراتور می‌تواند هر یک از این سامانه‌ها یا عملکردها را برون‌سپاری کند و همچنان به عنوان یک اپراتور شبکۀ سیار، انگاشته شود.